# Wybory parlamentarne w Kambodży w 2008 roku

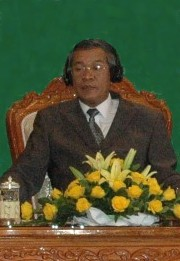
Hun Sen

Wybory parlamentarne w Kambodży odbyły się 27 lipca 2008 roku. Zwyciężyła rządząca Kambodżańska Partia Ludowa, która uzyskała 58,11% głosów i wprowadziła do Zgromadzenia Narodowego 90 swoich przedstawicieli. Opozycyjna Partia Sam Rainsy zdobyła 26 mandatów. Frekwencja wyniosła 75,21%.
O 123 miejsca w Zgromadzeniu Narodowym ubiegali się kandydaci z 11 partii.Do głosowania uprawnionych było 8 z 14 milionów obywateli. Wybory monitorowało 17 tysięcy obserwatorów krajowych i zagranicznych (w tym 131 osób z krajów UE, wśród nich kilku Polaków). Wstępne wyniki wyborów będą znane w niedzielę wieczorem.

## Sytuacja przed wyborami
Termin wyborów parlamentarnych został ogłoszony przez premiera Kambodży Hun Sena 30 maja 2007 roku.
Największe szanse na zwycięstwo dawano rządzącej od ponad 20 lat postkomunistycznej Kambodżańskiej Partii Ludowej (KPL). Najważniejszym rywalem KPL w wyborach była liberalna Partia Sam Rainsy (PSR) – kierowana przez byłego ministra finansów. Jej program wyborczy koncentruje się na prawach człowieka, walce z ubóstwem oraz korupcją. 

## Wybory
15 255 lokali wyborczych zostało otwarte o godzinie 7:00 czasu lokalnego i były czynne do 15:00.
Kilka godzin po zamknięciu lokali wyborczych premier Hun Sen ogłosił, że jego ugrupowanie znacząco prowadzi w wyborach. PPC prawdopodobnie zwiększy liczbę mandatów w stosunku do poprzednich wyborów o siedem (wtedy uzyskali 73 mandaty).
Głosowanie przebiegało na ogół spokojnie. Niemniej jednak odnotowano kilka incydentów. Główne partie opozycyjne oświadczyły, że wybory powszechne w tym kraju nie były przeprowadzone w sposób uczciwy. Ich zdaniem, władze dopuściły się manipulacji w trakcie kampanii wyborczej oraz w czasie głosowania. Partia Sam Rainsy zapowiedziała, iż zażąda przeprowadzenia ponownego głosowania w stolicy kraju Phnom Penh. Powodem jest nieumieszczenie na listach wyborców blisko 60 tysięcy zwolenników tego ugrupowania. Opozycja oczekuje również, że wspólnota międzynarodowej nie uzna wyborów za wolne i uczciwe.

### Wyniki
Według oficjalnych wyników wybory wygrała Kambodżańska Partia Ludowa uzyskując 58,11% głosów, co dało jej 90 miejsc w 123 osobowym parlamencie. Partia Sam Rainsy zdobyła 21,91% głosów i 26 mandatów. Trzy mandaty uzyskała Partia Praw Człowieka, a po dwa PNR i FUNCINPEC.
| Partie                                                | %      | Liczba mandatów |
| ----------------------------------------------------- | ------ | --------------- |
| Kambodżańska Partia Ludowa                            | 58,11  | 90              |
| Partia Sam Rainsy                                     | 21,91  | 26              |
| Partia Praw Człowieka                                 | 6,62   | 3               |
| Partia Norodoma Ranariddha                            | 5,62   | 2               |
| FUNCINPEC                                             | 5,05   | 2               |
| Liga Partii Demokratycznych                           | 1,15   | -               |
| Khmerska Partia Demokratyczna                         | 0,54   | -               |
| Partia Demokratyczna Hang Dara                        | 0,42   | -               |
| Społeczna Partia Sprawiedliwości (w 7 z 24 prowincji) | 0,23   | -               |
| Khmerska Partia Republikanska (w 9 z 24 prowincji)    | 0,19   | -               |
| Khmerska Partia Anty-Ubóstwa (w 7 z 24 prowincji)     | 0,16   | -               |
| Łącznie (frekwencja: 75,21%)                          | 100,00 | 123             |

### Ocena wyborów
W opinii obserwatorów wiele elementów wyborów nie spełniało standardów demokratycznego głosowania. Szef unijnych obserwatorów, Martin Callanan, podkreślił, że już w trakcie kampanii wyborczej widoczna była dominacja partii rządzącej w mediach, kontrolowanych w większości przez władze. Ponadto, w trakcie kampanii odnotowano przypadki korupcji wyborczej, której dopuszczały się władze. W samym dniu głosowania doszło do ujawnienia braków na listach wyborców. Na przykład w stolicy kraju nie umieszczono na nich nazwisk kilkudziesięciu tysięcy sympatyków partii opozycyjnych. Jednocześnie podkreślono, że przebieg wyborów był znacznie spokojniejszy niż tych sprzed pięciu lat. Nie odnotowano większych niepokojów i incydentów, a organizacja głosowania była właściwa.